# Korszów (obwód wołyński)
Korszów  (ukr. Коршів) – wieś położona na Ukrainie, w rejonie łuckim, w obwodzie wołyńskim, w 2001 r. liczyła 679 mieszkańców.